# Bruno-Plache-Stadion
El Bruno-Plache-Stadion es un estadio de fútbol con instalaciones de atletismo en Leipzig, Sajonia. Es la sede de los juegos en casa del club de fútbol 1. FC Lokomotive Leipzig. La instalación está ubicada en el distrito de Probstheida a la vista de los Völkerschlachtdenkmal. El lugar es utilizado desde 1920, tiene oficialmente 15 600 visitantes, pero está limitado a un máximo de 10 900 espectadores por razones de seguridad.
El estadio recibió su nombre actual en 1949. El homónimo era el oficial deportivo de los trabajadores Bruno Plache. Anteriormente, el estadio se llamaba "Probstheidaer Stadion", pero en su mayoría se llamaba "VfB-Stadion" por los medios de comunicación después de que el club VfB Leipzig jugara ahí.
Cuando se inauguró en 1922, el lugar era el estadio propiedad de clubes más grande de Alemania con una capacidad prevista de 40 000 visitantes. La tribuna de madera, construida en 1932 y aún en uso hoy en día, está en su estado original. Por lo tanto, es un ejemplo arquitectónico importante para una gran tribuna en los estadios de fútbol alemanes de la época.

## Historia

### 1920 a 1945
A finales de 1920, se adquirió una propiedad de 80 000 metros cuadrados en Probstheida para que el VfB Leipzig pueda construir un nuevo estadio allí. Después de casi dos años, se completó un estadio para 40 000 espectadores. Ya tenía una pequeña tribuna con 800 asientos y una pista de 400 metros. La tribuna del espectador fue diseñada como una pared de hierba, similar a la actual Leipziger Festwiese.
El estadio VfB se inauguró con una semana de festivales del 5 al 13 de agosto de 1922. 50 000 espectadores llegaron al estreno, mientras que el SC Victoria Hamburg derrotó al anfitrión VfB 3-2. Dentro de la semana del festival, la DFB tuvo la segunda final del Campeonato Alemán de Fútbol 1921-22 nunca decidido entre el 1. FC Nürnberg y Hamburger SV, a la que asistieron aproximadamente de 50 000 a 60 000 espectadores.
En 1932 se amplió la tribuna de madera cubierta, que ocupa gran parte de la recta oeste. Hoy es probablemente la tribuna de madera más grande en un estadio de fútbol alemán de ese tiempo, que se ha conservado en su estado original y está en funcionamiento. Además, las represas se ampliaron, un requisito previo para el partido internacional contra Suiza el 6 de marzo de 1932 frente a 50 000 espectadores. En la noche del 16 al 17 de febrero de 1935, una tormenta destruyó partes de la tribuna y la puerta sur.
Después del ataque aéreo el 6 de abril de 1945 en Leipzig, los cadáveres recogidos sin cobertura de ataúd se colocaron en el campo deportivo VfB porque la capacidad de almacenamiento en las inmediaciones del cementerio sur se agotó. "Aquí estuvieron tumbados durante muchos días con lluvia y sol. Un terrible olor a cadáveres contaminó el área."
El Probstheidaer Stadion siguió siendo propiedad del VfB hasta 1945.

### 1946 hasta hoy

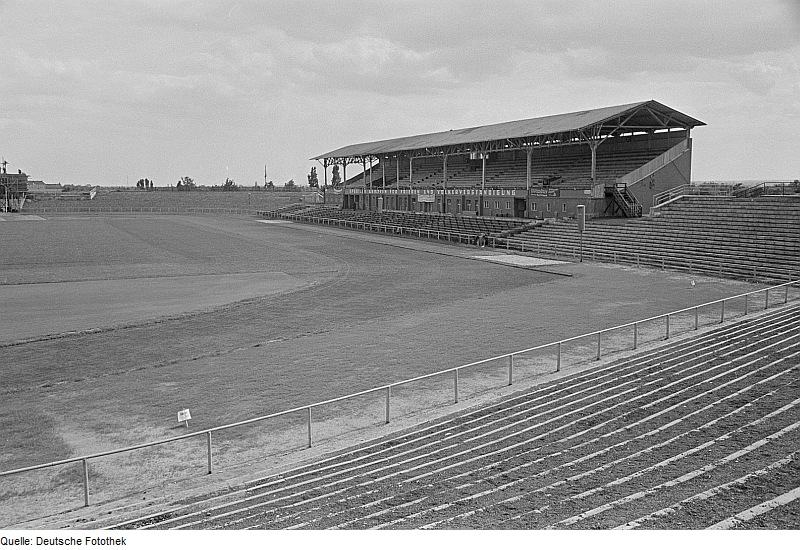
Bruno-Plache-Stadion en 1952

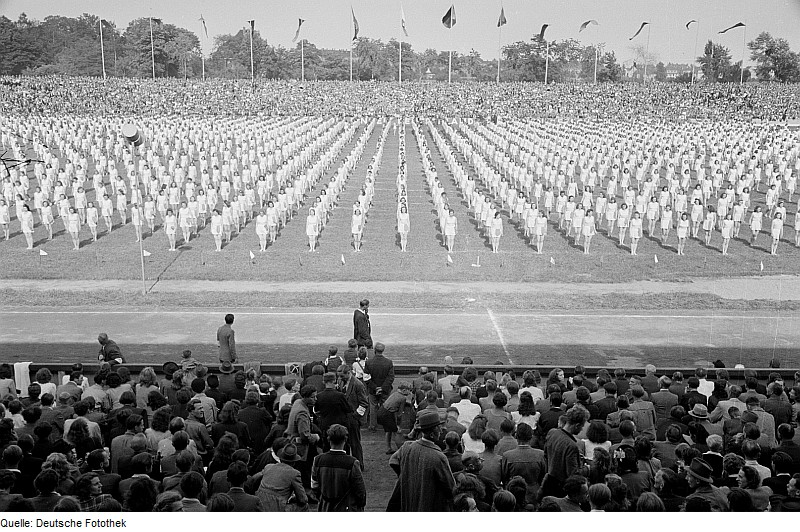
Mujeres en formación en un evento deportivo de 1949

Desde mayo de 1946, el estadio sirvió eventos de deporte de multitudes. El primer punto culminante después de la Segunda Guerra Mundial fueron las finales del Campeonato de la Zona Este en la Zona Oriental de Fútbol 1948 y de balonmano de campo el 4 de julio de 1948, que se celebraron como un evento doble.
Hasta el III. El Parlamento de la FDJ de Whitsun en 1949 se eliminó tras el daño de la guerra y el estadio ahora lleva el nombre de Bruno Plache, posteriormente se modernizó. Entre otras cosas, el terraplén del césped fue reemplazado por los bordes de concreto aún en pie rellenos con tierra. 70 000 espectadores estaban entonces en el FDJ-Show de Deportes en el estadio totalmente superpoblado - el récord absoluto de visitantes.
Otro punto álgido se registró en 1952. El estadio, que se había agotado durante semanas (55 000 visitantes), fue el destino escénico de los ciclistas que lideraron a través de la RDA por primera vez el 7 de mayo. El Chemie Leipzig también cambió a Probstheida durante partidos importantes en estos años. Después de la unión con el este, los futbolistas del SC Rotation Leipzig jugaron en el Bruno-Plache-Stadion en 1954 para sus duelos en casa.
Los espectadores en el estadio Bruno-Plache rara vez experimentaron los partidos de fútbol realmente importantes porque el 1. FC Lokomotive Leipzig hizo sus mejores partidos en el Zentralstadion. Los mejores encuentros jugados en el estadio Plache son:
- La final de la IF-Cup de 1966 contra IFK Norrköping frente a 20 000 espectadores.
- Juego de la Copa IF de 1967 contra Hannover 96 frente a 35 000 espectadores.
- El juego de resurgimiento en la liga superior de la RDA el 31 de mayo de 1970 contra Wismut Gera, lo que significó el récord absoluto de asistencia en la liga de la RDA frente a 30 000 espectadores.
- El juego de la Oberliga el 3 de septiembre de 1977 contra Dinamo Dresde frente a 32 000 espectadores.
- Los Juegos Europeos de 1983 contra Girondins Bordeaux y Werder Bremen frente a (oficialmente) alrededor de 25 000 espectadores.

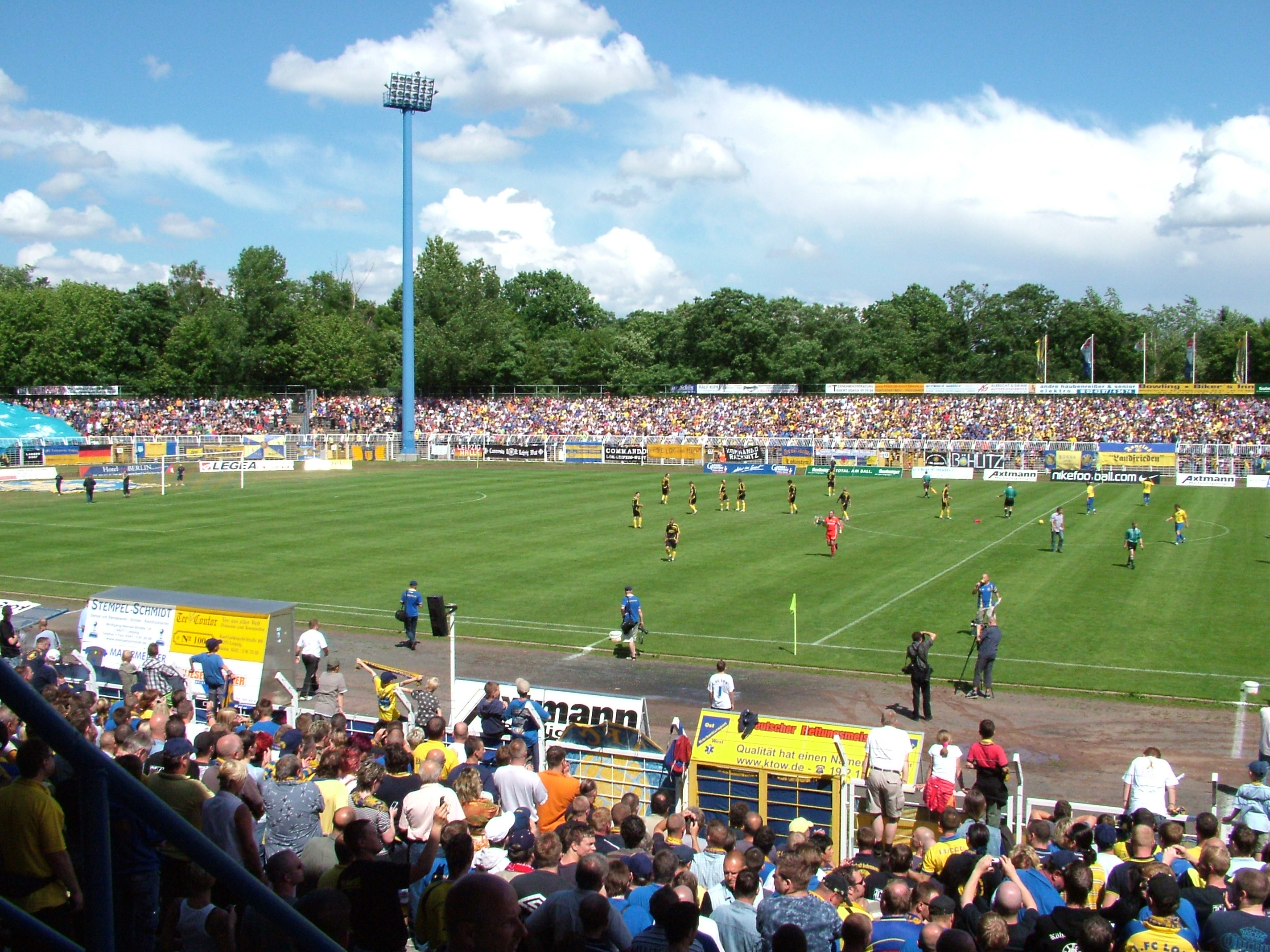
El Bruno-Plache-Stadion lleno en junio de 2007

A principios de 1992, la DFB cerró el estadio Bruno Plache para los partidos jugados por la 2. Bundesliga. El lugar no cumplió con los requisitos de seguridad para la segunda división de fútbol alemana más alta. Por lo tanto, los juegos del VfB Leipzig, que se restableció en 1991, tuvieron lugar en el estadio central. A partir de la temporada 1995-96, se eliminaron las deficiencias de seguridad, lo que se asoció con una fuerte reducción en la capacidad de los espectadores, y en 1997 se instaló un sistema reflector. Desde entonces, VfB ha jugado en Probstheida hasta su disolución en 2004. Había planes para convertir el estadio en un estadio de fútbol puro, pero las débiles finanzas del VfB no permitieron que esto sucediera.
Desde 2004, el recién fundado 1. FC Lokomotive Leipzig jugó sus partidos en el estadio. Los juegos en casa en la clase de la tercera división 2004-05 asistieron a un promedio de 3000 espectadores, lo cual es único para esta división en la historia del fútbol alemán. En un amistoso contra el Hertha BSC el 23 de mayo de 2005, el estadio estuvo casi agotado durante mucho tiempo (13 098 espectadores).
Desde la primera bancarrota del VfB en 1999, el estadio ha sido propiedad de la ciudad de Leipzig. Desde el 1 de julio de 2015, el arrendamiento ha estado con el primer equipo del FC Lokomotive Leipzig.
Mientras tanto, el estadio está en fase de remodalación, la capacidad está limitada a 10 900 espectadores por razones de seguridad.

## Galería

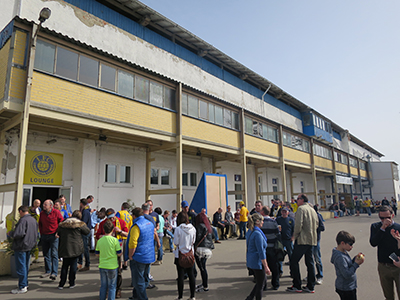
Tribuna
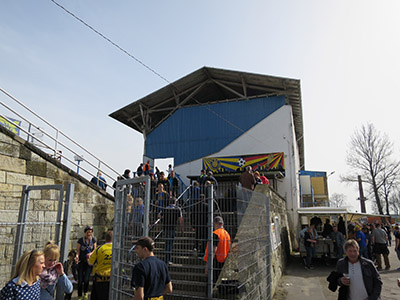
Tribuna
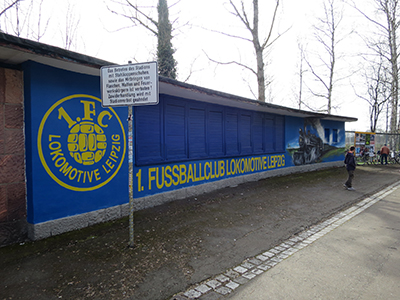
Taquilla del estadio
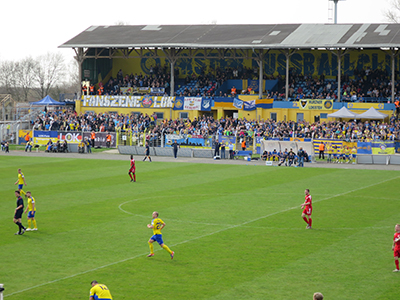
Tribuna frontal desde atrás

## Datos
- Estadio ovalado clásico con pista de atletismo.
- Sistema Reflector con 700 Lux de iluminancia.
- Capacidad de espectadores: 10 900 asientos.[6]
  - 9750 espacios de pie.
  - 1150 asientos (cubiertos).

## Literatura
- Christian Wolter: Schlachten, Tore, Emotionen. Das Bruno-Plache-Stadion in Leipzig-Probstheida. [Batallas, goles, emociones. El estadio Bruno Plache en Leipzig-Probstheida] OM-Verlag, Leipzig 2008, ISBN 978-3-9812022-0-5.